# Patrimônio arquitetônico
Patrimônio arquitetônico (português brasileiro) ou património arquitetónico (português europeu) são construções representativas, que por seus estilos, época de construção, técnicas construtivas utilizadas, entre outros, são reconhecidas como patrimônio arquitetônico. 

## Classificação

### Brasil
No Brasil o reconhecimento formal, tombamento, ocorre em três níveis: municipal, estadual e federal.
O reconhecimento federal ocorre através do Instituto do Patrimônio Histórico e Artístico Nacional - IPHAN. Existe também o reconhecimento internacional que ocorre através da escolha dos indicados pelo World Heritage Centre, vinculado a UNESCO.

### Portugal
Em Portugal a classificação e inventariação do património compete ao IGESPAR, Instituto de Gestão do Património Arquitectónico e Arqueológico, assim como a definição dos critérios usados no processo.